# Trần Thiên Thiên, ngày ấy bây giờ
Trần Thiên Thiên, ngày ấy bây giờ (tiếng Anh: The Romance of Tiger and Rose, tiếng Trung: 传闻中的陈芊芊; Hán-Việt: Truyền văn trung đích Trần Thiên Thiên; bính âm: Chuánwén zhōng de chén qiānqiān), là một bộ phim truyền cảm hứng cổ trang giả tưởng của Trung Quốc đại lục năm 2020. Phim do Nam Trấn biên kịch, Tra Truyền Nghị đạo diễn, Triệu Lộ Tư, Đinh Vũ Hề diễn chính , bấm máy tháng 8 năm 2019. Phim được công chiếu trên Tencent Video vào ngày 18 tháng 5 năm 2020. Tại Việt Nam, phim được phát sóng độc quyền bởi WeTV Vietnam.

## Thời gian phát sóng
| Kênh          | Vị trí     | Ngày phát sóng | Ghi chú                                      |
| ------------- | ---------- | -------------- | -------------------------------------------- |
| Tencent Video | Trung Quốc | 18/05/2020     | Cập nhật vào mỗi thứ Hai và thứ Ba lúc 20:00 |

## Danh sách diễn viên

### Diễn viên chính
| Diễn viên   | Nhân vật         | Giới thiệu |
| ----------- | ---------------- | --- |
| Triệu Lộ Tư | Trần Tiểu Thiên  | Biên kịch hạng xoàng độc thân, biên kịch phim cổ trang "Mãnh hổ ngửi hoa hồng". Quả đại diện: Cam. Tính tình thông minh, lanh trí, hiền lành, can đảm Kịch bản vốn có thể thuận lợi bấm máy, nhưng vì nam chính là diễn viên Hàn minh tinh chất vấn về cảnh tình cảm trong kịch bản mà đàm phán bất thành. Sau khi nhận được tiền nhuận bút, để chứng minh năng lực bản thân, điên cuồng sửa kịch bản mà vô ý bị cảm, kẹt lại trong kịch bản mình viết, biến thành nữ phụ Trần Thiên Thiên, tam công chúa được thành chủ thành Hoa Viên yêu chiều. Trần Tiểu Thiên, nay biến thành Trần Thiên Thiên, không có võ công, nhưng vì tính cách bất đồng với lúc trước mà dần dần hấp dẫn Bùi Hằng, vị hôn phu vốn định khước từ hôn ước. Vì là biên kịch, để giữ tính mạng và cũng để trở lại thế giới hiện thực, thúc đẩy và đảo ngược tình tiết, ra sức lấy lòng Hàn Thước, làm mối cho nam nữ chính trong kịch bản của mình Hàn Thước Trần Sở Sở bên nhau. Sau khi thành thân với Hàn Thước đã xảy ra rất nhiều chuyện thú vị, trong quá trình chung sống cũng bất giác đem lòng yêu nam chính trong kịch bản của mình, sẵn lòng ở lại trong câu chuyện với anh, với sự nâng đỡ trợ giúp của anh, từ một thiếu thành chủ hồ đồ ngu ngốc dần trở thành người có thể đảm đương vị trí thành chủ trong lòng bách tính thành Hoa Viên. Do một lần lừa gạt thiện ý dẫn đến việc Hàn Thước không thể thông cảm mà khởi binh đánh thành Hoa Viên, sau để bảo vệ tính mạng anh, không ngại giả chết, theo Hàn Thước về thành Huyền Hổ. Sau đó kể cho Hàn Thước về thân phận thực sự của mình, cuối cùng khi tình tiết đến cuối, Trần Tiểu Thiên có thể thoát khỏi câu chuyện trở về hiện đại, sau khi tỉnh, phát hiện tất cả là một giấc mơ. Biết được Hàn minh tinh vì tai nạn xe phải nhập viện, vội vã tới thăm, trong khi nói chuyện phát giác anh gọi mình là "bạn cam". Sau đó hai người ôm lấy nhau. |
| Triệu Lộ Tư | Trần Thiên Thiên | Nữ phụ trong "Mãnh hổ ngửi hoa hồng". Thiết kế nhân vật trong kịch bản là tam quận chúa thành Hoa Viên, sống tại phủ Nguyệt Ly, từ nhỏ được mẫu thân là thành chủ nuông chiều không nỡ trừng phạt, bắt người trong thành gọi mình là tam công chúa, tính tình kiêu căng ngang ngược, tội ác chồng chất, hoang đường vô lý, xa hoa trụy lạc, học hành dốt nát. Hàng ngày đều lưu luyến Giáo Phương ti, dùng võ công đánh nhau với Lâm Thất vô số lần. Có hôn ước từ nhỏ với Bùi Hằng, nhưng do bản thân hoang đường vô lý mà Bùi Hằng không muốn thực hiện hôn ước, thậm chí nhiều lần muốn khước từ hôn ước. Tình tiết gốc là tam công chúa cướp rể bên đường, tập ba bị nam chính Hàn Thước đầu độc chết ngay đêm đại hôn, nhưng vì biên kịch Trần Tiểu Thiên kẹt vào kịch bản mà xoay chuyển tình tiết. |
| Đinh Vũ Hề  | Hàn Thước        | Nam chính "Mãnh hổ ngửi hoa hồng". Quả đại diện: Chuối. Thiết kế nhân vật trong kịch bản là thiếu thành chủ thành Huyền Hổ, người khác xưng là Hàn thiếu quân, văn thao võ lược, tuyệt thế vô song, nhưng mắc bệnh tim, sống không quá hai mươi tuổi. Tình tiết gốc là thành Huyền Hổ vì thua trận nên thành chủ thành Huyền Hổ phái tới thành Hoa Viên hòa thân, nhưng nguyên nhân chính ở rể Hoa Viên là vì báu vật duy nhất có thể trị bách bệnh của thành Hoa Viên là Long Cốt, vì thế tỉ mỉ bày ra một màn anh hùng cứu mỹ nhân với nhị quận chúa Trần Sở Sở, người có triển vọng kế nhiệm thành chủ nhất, lại bị tam quận chúa Trần Thiên Thiên chen chân ngẫu nhiên cướp rể bên đường. Sau đó, vốn sẽ vào đêm thất tịch phá hủy thành Hoa Viên, nổ chết thành chủ thành Hoa Viên, nhưng vì biên kịch Trần Tiểu Thiên kẹt trong kịch bản trở thành Trần Thiên Thiên nên đã thay đổi. Vốn là một người kiêu ngạo xử sự tàn nhẫn, sau khi thành thân với tam quận chúa Trần Thiên Thiên trong kịch bản (biên kịch Trần Tiểu Thiên) đã xảy ra rất nhiều chuyện thú vị, trong quá trình chung sống cũng bất giác đem lòng yêu cô, hóa thân thành kẻ cuồng vợ, suốt ngày ghen tị với những người đàn ông tới gần cô, quên cả lời thề tiêu diệt thành Hoa Viên lúc trước. Do một lần lừa gạt thiện ý không thể thông cảm với Trần Thiên Thiên, mà khởi binh đánh thành Hoa Viên, sau Trần Thiên Thiên vì bảo vệ tính mạng mình, không ngại giả chết, theo về thành Huyền Hổ. Phát hiện và được kể về thân phận thực sự của Trần Thiên Thiên, lúc đối chất với Trần Sở Sở vì bảo vệ Trần Tiểu Thiên mà phổi trúng kiếm, thời gian không còn nhiều. Ngày thành chủ đi đường hoa, cố lết đến đại lễ, để tận mắt thấy và cho Trần Tiểu Thiên trở lại thế giới của mình. |
| Đinh Vũ Hề  | Hàn minh tinh    | Ảnh đế, diễn viên vai nam chính "Mãnh hổ ngửi hoa hồng". Có diện mạo tương tự Hàn Thước. Xuất hiện tại tập 1 và tập 24. Vì chất vấn thiết lập và cảnh tình cảm của kịch bản, làm cho phim chưa thể bấm máy, sau vì không nhất trí với cái nhìn của biên kịch Trần Tiểu Thiên mà đàm phán bất thành. Cuối cùng công kích biên kịch Trần Tiểu Thiên, bảo cô yêu đi đã rồi mới có thể viết được kịch bản hay. Vì gặp tai nạn xe phổi bị thương phải nhập viện, cần ba tháng mới có thể khỏe lại. Trong khi Trần Tiểu Thiên ở bệnh viện đã tiết lộ sau khi gặp tai nạn đã mơ một giấc mơ. Khi Trần Tiểu Thiên cho rằng mình là Hàn Thước lại phủ nhận, nói mình có một hình ảnh trong đầu không thuộc về ký ức của mình, lại gọi Trần Tiểu Thiên là "bạn cam". Sau đó hai người ôm lấy nhau. |

### Diễn viên khác
| Diễn viên         | Nhân vật                          | Giới thiệu |
| ----------------- | --------------------------------- | --- |
| Chu Tử Hinh       | Trần Sở Sở (Bùi Sở Sở)            | Nữ chính "Mãnh hổ ngửi hoa hồng". Quả đại diện: Táo. Thiết kế nhân vật trong kịch bản là nhị quận chúa (kiêm ti quân) thành Hoa Viên, sống tại phủ Tinh Tử, ứng cử viên sáng giá nhất cho vị trí thành chủ kế nhiệm. Tính tình chính trực lương thiện, lạc quan xinh đẹp, mọi việc đều chiều Trần Thiên Thiên, rất yêu em gái. Tính tiết gốc là bị Hàn Thước, thiếu thành chủ thành Huyền Hổ muốn bày mưu cứu làm vợ, sau vì tam quận chúa Trần Thiên Thiên cướp rể bên đường mà thất bại. Sau khi biên kịch Trần Tiểu Thiên kẹt trong kịch bản trở thành Trần Thiên Thiên, làm rối loạn tiết tấu kịch bản gốc, nhờ sự giúp đỡ của Hàn Thước, Trần Thiên Thiên cướp đi vị trí thiếu thành chủ vốn nên thuộc về mình, dần dần trở nên xấu xa. Không ngại làm hại chị em và bạn tốt để đổi lấy người và sự vật mình nên có được. Sau đó bị người hầu Tử Trúc khích bác, trở thành kình địch lớn nhất của tam công chúa Trần Thiên Thiên, yêu Hàn Thước, một lòng muốn cướp về người và sự vật vốn nên thuộc về mình, lại bị Hàn Thước từ chối. Từ nhỏ bị thành chủ thành Hoa Viên đối xử nghiêm khắc, cẩn thận từng li từng tí, sợ mẫu thân thành chủ không hài lòng với hành động của mình, nhưng lại không biết mình không phải là con gái ruột của thành chủ thành Hoa Viên, nên mới bị phòng vệ nhiều lần. Thân phận thật là con gái Bùi ti quân đã quá cố, em gái Bùi Hằng. |
| Thịnh Anh Hào     | Bùi Hằng                          | Nam phụ "Mãnh hổ ngửi hoa hồng". Quả đại diện: Đào. Thiết kế nhân vật trong kịch bản là con trai ti quân tiền nhiệm Bùi Vũ Khương, đệ nhất mỹ nam tử thành Hoa Viên, người khác xưng là Bùi ti học, gia thế tài học gần như hoàn mỹ, là nam thần tượng ưu tú trong lòng thiếu nữ thành Hoa Viên. Từ nhỏ có hôn ước với tam quận chúa Trần Thiên Thiên, ban đầu bài xích cô vì hành vi hoang đường vô lý, nhiều lần muốn khước từ hôn ước. Sau khi tiếp xúc với Trần Thiên Thiên do biên kịch Trần Tiểu Thiên kẹt trong kịch bản biến thành, dần dần bị cô hấp dẫn, không muốn hủy bỏ hôn ước, thậm chí lo cho an nguy của cô mà bố trí Tô Tử Anh theo hầu Trần Thiên Thiên. Sau nhờ sự cổ vũ của Trần Tiểu Thiên mà tòng quân. |
| Triệu Hân         | Trần Nguyên Nguyên                | Nữ phụ "Mãnh hổ ngửi hoa hồng". Thiết kế nhân vật trong kịch bản là đại quận chúa thành Hoa Viên, sống tại phủ Nhật Thịnh, do năm xưa bị hạ độc nên tàn tật, cả ngày ngồi trên xe lăn. Tính tình bi quan nhưng kiên cường, tâm tư mẫn cảm lại dễ để tâm vào chuyện vụn vặt, đã viết mấy chục bản di thư. Y thuật vô cùng uyên bác, có thể chữa nhiều bệnh, trừ chữa cho chân mình. Ngoài mặt lạnh nhạt cô độc kiêu ngạo, nhưng nội tâm khát vọng người khác quan tâm, cũng muốn có một tình yêu khắc cốt ghi tâm như người bình thường. Vì biên kịch Trần Tiểu Thiên kẹt trong kịch bản biến thành Trần Thiên Thiên đã dùng võ thí chứng minh một kẻ võ công bỏ đi cũng có thể chiến thắng, đổi lấy cơ hội cô bằng lòng thử trị liệu chân mình. Tình tiết gốc là đêm thất tịch, lúc ném tú cầu chọn rể, Tô Mộc đón được tú cầu trở thành chồng đại quận chúa, nhưng vì biên kịch Trần Tiểu Thiên kẹt trong kịch bản biến thành Trần Thiên Thiên nên đã thay đổi. |
| Quyền Bái Luân    | Tô Mộc                            | Nam phụ "Mãnh hổ ngửi hoa hồng". Thiết kế nhân vật trong kịch bản là "đầu bài" Giáo Phương ti thành Hoa Viên, rất được tam quận chúa Trần Thiên Thiên sủng ái, có đánh giá "Muôn người đều đổ xô ra đường nhìn Tô lang". Am hiểu lấy lòng nữ nhân, là bạn bè của phụ nữ. Phía dưới bề ngoài phong lưu ẩn giấu một trái tim tinh tế săn sóc có năng lực trách nhiệm, nên nhanh chóng phát hiện mặt yếu đuối mẫn cảm của đại quận chúa Trần Nguyên Nguyên, cũng vì đại quận chúa không hề có thành kiến với mình mà để tâm đến cô, sau đó trong khi tiếp xúc với cô cũng thích cô. Tình tiết gốc là đêm thất tịch, lúc đại quận chúa Trần Nguyên Nguyên ném tú cầu chọn rể, đón được tú cầu trở thành chồng đại quận chúa, nhưng vì biên kịch Trần Tiểu Thiên kẹt trong kịch bản biến thành Trần Thiên Thiên nên đã thay đổi. |
| Hồ Thái Hồng      | Thành chủ thành Hoa Viên          | Nhân vật "Mãnh hổ ngửi hoa hồng". Thiết kế nhân vật trong kịch bản là thành chủ thành Hoa Viên tính cách bá khí cố chấp. Dưới gối có ba nữ nhi, Nguyên Nguyên, Sở Sở và Thiên Thiên. Vô cùng sủng ái tam nữ nhi Trần Thiên Thiên, mặc dù cô phạm lỗi cũng đều tìm cơ hội tha thứ cho cô. Vô cùng nghiêm khắc với Trần Sở Sở, nhiều lần bố trí phòng vệ, vì cô không phải con gái ruột của bà. Tình tiết gốc là đêm thất tịch, lúc đi diễu phố, bị Hàn Thước đặt thuốc nổ phá hủy thành Hoa Viên mà bị nổ chết, nhưng vì biên kịch Trần Tiểu Thiên kẹt trong kịch bản biến thành Trần Thiên Thiên nên đã thay đổi. |
| Lý Ngang          | Tang Kỳ                           | Nhân vật "Mãnh hổ ngửi hoa hồng". Thiết kế nhân vật trong kịch bản là người hầu thành chủ thành Hoa Viên. |
| Trần Danh Hào     | Tô Tử Anh                         | Nhân vật "Mãnh hổ ngửi hoa hồng". Quả đại diện: Anh đào. Nhũ danh Anh Anh, là nhân vật biên kịch Trần Tiểu Thiên thêm vào để thúc đẩy tình tiết phát triển. Thiết kế nhân vật trong kịch bản là gián điệp hai mặt, ngoài mặt yếu đuối, thật ra cổ quái độc địa giảo hoạt. Tình tiết gốc là quân sư của Trần Sở Sở, phụ tá cô đánh bại Hàn Thước sau này. Sau khi biên kịch Trần Tiểu Thiên kẹt trong kịch bản biến thành Trần Thiên Thiên, được Bùi Hằng không rõ chuyện mà đưa theo hầu tam quận chúa Trần Thiên Thiên, thường xuyên báo cáo tin tức hay an toàn của cô cho Bùi Hằng. Rất biết ngụy trang yếu ớt lại thời khắc kính dâng ý tốt, bị Hàn Thước xem như cái đinh trong mắt, thực tế mọi hành vi cử động đều đang giúp Trần Sở Sở lấy lại vị trí thiếu thành chủ vốn thuộc về cô, không ngại dùng bất kỳ thủ đoạn nào để cô có thể ở bên Hàn Thước, lại vô tình trợ giúp cho tình cảm của Hàn Thước và Trần Thiên Thiên. Khi Trần Thiên Thiên và Trần Sở Sở bất hòa, bị Trần Thiên Thiên bắt sống và thuyết phục thành công, giúp sức cho Trần Thiên Thiên đánh bại Trần Sở Sở. |
| Ngụy Tiếu         | Lâm Thất                          | Nhân vật "Mãnh hổ ngửi hoa hồng". Thiết kế nhân vật trong kịch bản là thiên kim Lâm phủ thành Hoa Viên, quản lý Giáo Phường ti, là bạn tốt của Trần Sở Sở, vì đối phó Hàn Thước thất bại mà bị hại chết. Trong nhà có hầm mỏ và không ít tài sản, từ nhỏ đã không ưa Trần Thiên Thiên, nhưng đánh không lại Trần Thiên Thiên, về sau hòa hảo. Ái mộ Bùi Hằng, cuối cùng gả cho nam tử thành Huyền Hổ. Sau khi biên kịch Trần Tiểu Thiên kẹt trong kịch bản biến thành Trần Thiên Thiên, bị Trần Sở Sở làm hại, trúng tên nhưng đại nạn không chết. |
| Thẩm Trì          | Mạnh Quá                          | Nhân vật "Mãnh hổ ngửi hoa hồng". Thiết kế nhân vật trong kịch bản là thủ lĩnh sơn phỉ, đại đương gia sơn trại Uy Mãnh. Tình tiết gốc là được Hàn Thước thu nhận, trở thành mãnh tướng dưới trướng anh. Sau khi biên kịch Trần Tiểu Thiên kẹt trong kịch bản biến thành Trần Thiên Thiên, để cảm ơn Trần Thiên Thiên bất chấp mệnh lệnh tiêu diệt của thành chủ thành Hoa Viên, sáu lần bắt rồi thả, mà quyết định kết bái làm nghĩa huynh muội khác mẹ khác cha, ủng hộ cô làm đại đương gia sơn trại Uy Mãnh, bản thân bằng lòng trở thành nhị đương gia sơn trại Uy Mãnh. Sau đó cùng mọi người Uy Mãnh sơn quy thuận Trần Thiên Thiên, để cô sử dụng. |
| Lưu Thư Nguyên    | Bạch Cập                          | Nhân vật "Mãnh hổ ngửi hoa hồng". Thiết kế nhân vật trong kịch bản là người hầu của thiếu thành chủ thành Huyền Hổ Hàn Thước, hay hiểu sai chỉ thị. Cùng với Tử Nhuệ vừa giúp đỡ cũng vừa phá hoại Trần Thiên Thiên và Hàn Thước. |
| Ngô Dật Già       | Tử Nhuệ                           | Nhân vật "Mãnh hổ ngửi hoa hồng". Thiết kế nhân vật trong kịch bản là người hầu của tam công chúa thành Hoa Viên Trần Thiên Thiên, hay lên mặt nhưng cũng đáng yêu. Cùng với Bạch Cập vừa giúp đỡ cũng vừa phá hoại Trần Thiên Thiên và Hàn Thước. |
| Trương Phách Phàm | Tử Trúc                           | Nhân vật "Mãnh hổ ngửi hoa hồng". Thiết kế nhân vật trong kịch bản là người hầu của nhị quận chúa thành Hoa Viên Trần Sở Sở. Thường xuyên tỏ vẻ bất mãn với Trần Thiên Thiên, chia rẽ quan hệ của Trần Sở Sở và Trần Thiên Thiên. |
| Phan Lộc Vũ       | Tử Niên                           | Nhân vật "Mãnh hổ ngửi hoa hồng". Thiết kế nhân vật trong kịch bản là người hầu của đại quận chúa thành Hoa Viên Trần Nguyên Nguyên. |
| Trương Hạo Thừa   | Thành chủ thành Huyền Hổ          | Nhân vật "Mãnh hổ ngửi hoa hồng". Thiết kế nhân vật trong kịch bản là thành chủ thành Huyền Hổ. |
| Trương Đình Đình  | Phu nhân thành chủ thành Huyền Hổ | Nhân vật "Mãnh hổ ngửi hoa hồng". Họ Hoa, thiết kế nhân vật trong kịch bản là phu nhân thành chủ thành Huyền Hổ, cũng là ti quân thành Huyền Hổ. |
| Lưu Hâm           | Tiên sinh kể chuyện Giáp          | Nhân vật "Mãnh hổ ngửi hoa hồng". Thiết kế nhân vật trong kịch bản là tiên sinh kể chuyện, thường bày mưu tính kế cho tam công chúa Trần Thiên Thiên. |
| Tiết Diệc Luân    | Tiên sinh kể chuyện Ất            | Nhân vật "Mãnh hổ ngửi hoa hồng". Thiết kế nhân vật trong kịch bản là tiên sinh kể chuyện, thường bày mưu tính kế cho tam công chúa Trần Thiên Thiên. |
| Dụ Khánh Huy      | Tiên sinh kể chuyện Bính          | Nhân vật "Mãnh hổ ngửi hoa hồng". Thiết kế nhân vật trong kịch bản là tiên sinh kể chuyện, thường bày mưu tính kế cho tam công chúa Trần Thiên Thiên. |
| Quách Giai Y      | Dương ti hộ                       | Nhân vật "Mãnh hổ ngửi hoa hồng". Thiết kế nhân vật trong kịch bản là đại thần thành Hoa Viên, thân phận thật là nội ứng thành Huyền Hổ, chuyển tin tức cho Hàn Thước, cũng giải quyết khó khăn thay Hàn Thước. |
| Kế Bân            | Lưu ti ngân                       | Nhân vật "Mãnh hổ ngửi hoa hồng". Thiết kế nhân vật trong kịch bản là đại thần thành Hoa Viên. |
| Hàn Chí Cương     | Quản gia Lâm phủ                  | Nhân vật "Mãnh hổ ngửi hoa hồng". Thiết kế nhân vật trong kịch bản là quản gia Lâm phủ thành Hoa Viên. |

## Nhạc phim
| STT | Nhan đề                       | Phổ lời        | Phổ nhạc       | Biểu diễn              | Thời lượng |
| --- | ----------------------------- | -------------- | -------------- | ---------------------- | ---------- |
| 1.  | "Đêm trăng" (Nhạc mở đầu)     | Trịnh Lăng Húc | Trần Hân Hoa   | Song Sênh, Yêu Dương   |            |
| 2.  | "Lời đồn" (Nhạc kết thúc)     | Thôi Thứ       | Hồng Xuyên     | Hoắc Tôn               |            |
| 3.  | "Gió mát" (Nhạc đệm)          | Triệu Cảnh Di  | Triệu Giai Lâm | Từ Lương               |            |
| 4.  | "Chuyện thời gian" (Nhạc đệm) | JBS MUSIC      | JBS MUSIC      | Triệu Lộ Tư            |            |
| 5.  | "Kết bạn" (Nhạc đệm)          | Thôi Thứ       | Vương Khả      | Thôi Tử Cách, Đa Lượng |            |

## Hoạt động quảng bá
| Ngày       | Hoạt động                  | Diễn viên tham dự                                                               |
| ---------- | -------------------------- | ------------------------------------------------------------------------------- |
| 05/06/2020 | Fan meeting tại Thượng Hải | Triệu Lộ Tư, Đinh Vũ Hề, Thịnh Anh Hào, Trần Danh Hào, Thẩm Trì, Lưu Thư Nguyên |